# Glodianus bombycivorus
Glodianus bombycivorus är en stekelart som beskrevs av Cameron 1902. Glodianus bombycivorus ingår i släktet Glodianus och familjen brokparasitsteklar. Inga underarter finns listade i Catalogue of Life.